# Украинский (Динской район)
Украинский — посёлок в Динском районе Краснодарского края.
Входит в состав Динского сельского поселения.

## География

### Улицы
| - ул. Вишневая, - ул. Гагарина, - ул. Заречная, - ул. Зелёная, - ул. Комсомольская, - ул. Красная, - ул. Ленина, | - ул. Мира, - ул. Молодёжная, - ул. Набережная, - ул. Новая, - ул. Первомайская, - ул. Садовая, | - ул. Светлая, - ул. Советов, - ул. Солнечная, - ул. Суворова, - ул. Широкая, - ул. Южная. |

## Население
| 2002 | 2010  | 2021  |
| ---- | ----- | ----- |
| 1425 | ↗1706 | ↘1332 |